# Hidróxido de cobalto(II)

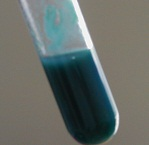
Hidróxido de cobalto (II) verde-azulado

Hidróxido de cobalto (II) ou hidróxido cobaltoso é o composto químico inorgânico com fórmula Co(OH)2. Ele ocorre em duas formas, tanto como um pó de cor rosa-avermelhada, a qual é a mais estável, ou como um pó verde-azulado.